# Shogo Shimada
Shogo Shimada (嶋田 正吾 Shimada Shogo?), född 13 november 1979 i Hyōgo prefektur, är en japansk före detta fotbollsspelare.
Shimada började sin karriär 2002 i Ain Foods. 2004 flyttade han till Sagawa Express (Sagawa Shiga). 2008 flyttade han till FC Gifu. Han gick tillbaka till Sagawa Shiga 2012. Han avslutade karriären 2012.